# Theodor Bienert (Glasveredler)
Theodor Bienert (* 1876; † 1963) war ein böhmischer Glasveredler. Seine Arbeiten zählen zu den herausragendsten Beispielen für die Veredelung von Luxusglas. Er entwarf im Stil des Art déco, oft mit antikisierenden Motiven, und arbeitete unter anderem mit Carl Goldberg zusammen.

## Geschichte
Die Glasraffinerie-Werkstatt wurde 1900 von Theodor Bienert in Arnultovice bei Haida gegründet. Die Werkstatt konzentrierte sich auf das Raffinieren von Glas durch Malen, Ätzen, Schleifen und Sandstrahlen. Theodor Bienert war Urheber mehrerer neuer Glasveredelungstechniken, von denen die bekannteste eine Methode namens Thebi ist (abgeleitet von den Initialen des Namens). Bienerts bekannteste Arbeiten sind seine Pokale in schwarzviolettem, facettiertem Glas mit antikisierendem Figurenfries in Nadelätzung und mit Poliergold ausgerieben auf marmorisiertem Fond in polychromem Opakemail für Goldberg. Neben Carl Goldberg arbeitete Bienert auch mit der 1869 gegründeten Glasfachschule Haida zusammen, die Vasen hochwertigster Qualität produzierte.  
Die Werkstatt beendete 1948 ihren selbständigen Betrieb.